# باول ماكي (لاعب كرة قدم)
باول ماكي (بالإنجليزية: Paul Mackie)‏ هو مدرب كرة قدم ولاعب كرة قدم بريطاني في مركز نصف الجناح، ولد في 8 نوفمبر 1963 في غلاسكو في المملكة المتحدة. لعب مع نادي ألوا أثليتيك ونادي ستنهاوسموير.